# Johanna Mängel
Johanna Mangel (17 de octubre de 1990) es una cantante estonia. 
Empezó a tocar el chelo a los seis años. Fuera de sus estudios de música clásica, Johanna ha tocado también en bandas de rock como, Slide-Fifty o Vennaskond. Además de tocar instrumentos musicales, Johanna está interesada en la composición, la moda y el cine. También escribe reseñas críticas de diversos eventos musicales para revistas musicales.
Johanna representó a Estonia en el Festival de la Canción de Eurovisión 2009 junto al grupo Urban Symphony. Interpretó la canción Rändajad.